# Strijkkwartet nr. 6 (Holmboe)
Vagn Holmboe voltooide zijn Strijkkwartet nr. 6 in 1961. 
Holmboe componeerde zijn zesde genummerde strijkkwartet, voordat de nummering begon had hij al tien pogingen gewaagd, in vier delen. Het enige constante in het eerste deel zijn de wisselende tempi: Lento–Allegro con fuoco–Lento–Allegro con fuoco-Lento, waarbij lento staat voor langzaam en Allegro voor snel. Het tweede deel is nog sneller met de aanduiding Molto vivace. Het derde deel (Adagio e piano) vertoont invloeden van het Strijkkwartet nr. 6 van Bela Bartók. Opmerkelijk is dat er in dat deel een passage zit waarbij alle vier de strijkers flageolet spelen. Het werk sluit af met het snelle Allegro spirituoso. 
Bij de uitgave voor Dacapo Records in 1995 werd vermeld dat de strijkkwartetten na die van Carl Nielsen gezien werden als belangrijke strijkkwartetten binnen de Deense klassieke muziek. Desalniettemin bleven die opnemen zeker tot 2020 de enige opnamen. Gramophone raadde de uitgave aan bij liefhebbers van noordse muziek en hoorde klanken vergelijkbaar met Keith Tippett en Robert Simpson. 
Strijkkwartet nr. 1 · Strijkkwartet nr. 2 · Strijkkwartet nr. 3 · Strijkkwartet nr. 4 · Strijkkwartet nr. 5 · Strijkkwartet nr. 6 · Strijkkwartet nr. 7 · Strijkkwartet nr. 8 · Strijkkwartet nr. 9 · Strijkkwartet nr. 10 · Strijkkwartet nr. 11 · Strijkkwartet nr. 12 · Strijkkwartet nr. 13 · Strijkkwartet nr. 14 · Strijkkwartet nr. 15 · Strijkkwartet nr. 16 · Strijkkwartet nr. 17 · Strijkkwartet nr. 18 · Strijkkwartet nr. 19 · Strijkkwartet nr. 20
Ongenummerd: Sværm · Quartetto sereno